# Сан-Жоакін (Санта-Катарина)
Сан-Жоакін (порт. São Joaquim) — муніципалітет в бразильському штаті Санта-Катарина. Є складовою частиною мезорегіону Серрана і економічно-статистичного мікрорегіону Кампус-ді-Лажис.

## Географія
Лежить на півдні штату в горах Серра-ду-Мар на висоті понад 1400 метрів над рівнем моря; завдяки своєму розташуванню замикає трійку найхолодніших міст Бразилії.

### Клімат
Громада знаходиться у зоні, котра характеризується морським кліматом. Найтепліший місяць — лютий із середньою температурою 17.1 °C (62.8 °F). Найхолодніший місяць — червень, із середньою температурою 9.7 °С (49.5 °F).
| Клімат Сан-Жоакіна      | Клімат Сан-Жоакіна | Клімат Сан-Жоакіна | Клімат Сан-Жоакіна | Клімат Сан-Жоакіна | Клімат Сан-Жоакіна | Клімат Сан-Жоакіна | Клімат Сан-Жоакіна | Клімат Сан-Жоакіна | Клімат Сан-Жоакіна | Клімат Сан-Жоакіна | Клімат Сан-Жоакіна | Клімат Сан-Жоакіна | Клімат Сан-Жоакіна |
| Показник                | Січ.               | Лют.               | Бер.               | Квіт.              | Трав.              | Черв.              | Лип.               | Серп.              | Вер.               | Жовт.              | Лист.              | Груд.              | Рік                |
| Абсолютний максимум, °C | 30,6               | 30,1               | 28                 | 26,9               | 25                 | 22,4               | 22,9               | 25,8               | 28                 | 27,4               | 28                 | 31,4               | 31,4               |
| Середній максимум, °C   | 23,1               | 23,1               | 21,7               | 18,8               | 16,3               | 14,7               | 14,7               | 16                 | 17,1               | 18,9               | 20,6               | 22,2               | 18,9               |
| Середня температура, °C | 16,8               | 17,1               | 15,9               | 13,2               | 11,4               | 9,7                | 9,8                | 10,7               | 12                 | 12,8               | 14,4               | 16                 | 13,3               |
| Середній мінімум, °C    | 12,9               | 13,3               | 12,4               | 9,7                | 7,6                | 5,9                | 5,7                | 6,4                | 7,3                | 8,7                | 10,2               | 11,7               | 9,3                |
| Абсолютний мінімум, °C  | 4,1                | 4,2                | 0,3                | −2,2               | −6,8               | −7,2               | −7,2               | −8,2               | −7,5               | −2,4               | 0,3                | 1,4                | −8,2               |
| Вологість повітря, %    | 82                 | 83                 | 84                 | 83                 | 80                 | 78                 | 77                 | 76                 | 78                 | 79                 | 79                 | 80                 | 79.9               |
| ----------------------- | ------------------ | ------------------ | ------------------ | ------------------ | ------------------ | ------------------ | ------------------ | ------------------ | ------------------ | ------------------ | ------------------ | ------------------ | ------------------ |
| Джерело: Weatherbase    |                    |                    |                    |                    |                    |                    |                    |                    |                    |                    |                    |                    |                    |